# Gnathotriche exclamationis
Gnathotriche exclamationis är en fjärilsart som beskrevs av Koll 1850. Gnathotriche exclamationis ingår i släktet Gnathotriche och familjen praktfjärilar. Inga underarter finns listade i Catalogue of Life.

## Bildgalleri

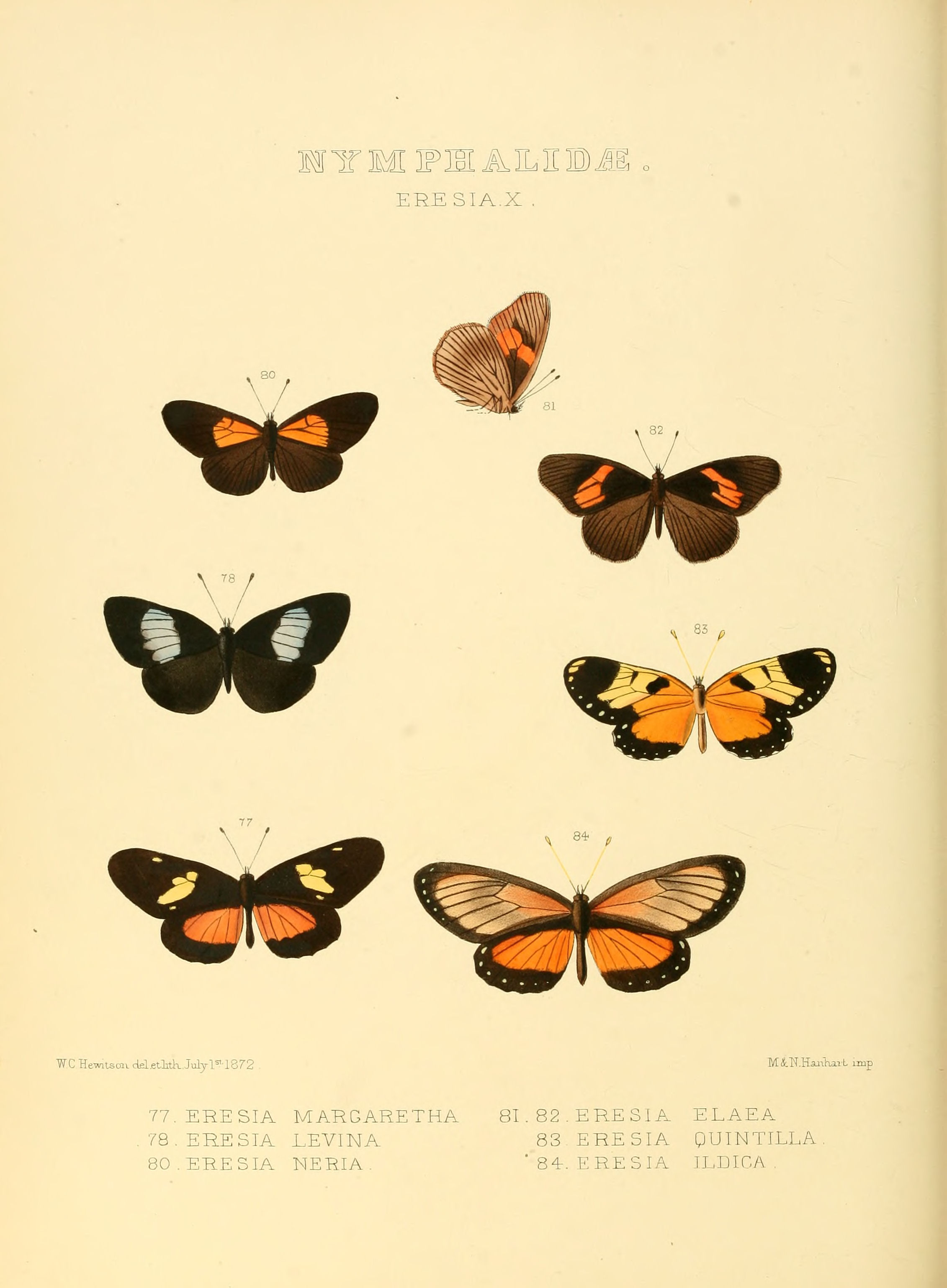